# Mudajõgi
Der Mudajõgi (auch Mudaoja) ist ein Fluss in Estland. Er ist ein rechter Nebenfluss des Amme jõgi.
Der Mudajõgi entspringt beim See Saadjärv an der Grenze der Landkreise Tartu und Jõgeva. Seine Länge beträgt 16 km, sein Einzugsgebiet 86 km². In der Nähe von Kärkna (deutsch Falkenau) mündet der Fluss in den Amme jõgi.